# Acadêmicos da Vila Imperial
Grêmio Recreativo Escola de Samba Acadêmicos da Vila Imperial (ou simplesmente Vila Imperial) é uma escola de samba brasileira da cidade de São João da Barra. Fundada em abril de 2018.

## História
A escola surgiu no salão do Clube do Sanjoanense, a partir de componentes da escola de samba Unidos da Chatuba.
Um dos intuitos era de preencher o espaço da segunda-feira de carnaval, que surgiu após a Unidos da Chatuba, deixar de desfilar o que já eram dois anos consecutivos devido a problemas com a justiça.
Eduardo Pereira, atual presidente da escola, Ricardo Pedro (vice-presidente) e alguns ritmistas são os fundadores da escola de samba.
O lema da escola se iguala ao da escola de samba carioca Salgueiro “Nem melhor, nem pior, apenas uma escola diferente”. De acordo com Eduardo, a parte mais forte da escola é a sua bateria, "pois os seus ritmistas ensaiam o ano todo, e com isso conseguem um som de primeira qualidade".
A escola desfilou os seus dois primeiros carnavais sem receber nenhuma subvenção do governo municipal, pois não pode ser reconhecida como utilidade pública pela câmara de vereadores, somente após dois anos de fundação, o que não seria problema de acordo com a diretoria, pois a escola promoveria diversos eventos para conseguir recursos e também pretende contar a colaboração, através do livro de ouro, dos comerciantes locais e pessoas físicas. Além de pretende conseguir recursos através da Lei Rouanet (Lei 8.313/1991), lei federal de incentivo à cultura.

## Diretoria
- José Eduardo Pereira da Silva – Presidente
- Ricardo Pedro da Silva – Vice-Presidente
- William Ribeiro Barbosa – Primeiro Tesoureiro
- Andrea de Oliveira Rangel – Segundo Tesoureiro
- Vanja Souza Roberto – Primeiro Secretário
- Jefferson Machado Rangel – Segundo Secretário
- Benedito Jorge da Silva – Diretor de Patrimônio
- Maurício Gonçalves Lopes – Diretor de Barração
- Diretor Social – Hennys Pinto da Silva
- Thalles Malhardes Penha – Diretor de Bateria

Conselheiros
- Wilson de Oliveira
- Jurema de Souza Vieira
- Lincon Cajueiro da Silva
- José Francisco da Silva